# Fichtelberg, Bayreuth
Fichtelberg är en kommun och ort i Landkreis Bayreuth i Regierungsbezirk Oberfranken i förbundslandet Bayern i Tyskland.